# Beata Tyszkiewicz
Beata Maria Helena Tyszkiewicz (ur. 14 sierpnia 1938 w Wilanowie) – polska aktorka filmowa i telewizyjna, publicystka i działaczka społeczna.
Zagrała ponad 100 ról filmowych. Z powodu urody i pochodzenia była obsadzana głównie w rolach arystokratek lub kobiet będących przedmiotem podziwu i pożądania. Ważne role wykreowała w produkcjach, takich jak Lalka (wcieliła się w Izabelę Łęcką) czy Wszystko na sprzedaż (zagrała jedną z głównych postaci). Za wkład w rozwój kinematografii została wyróżniona wieloma odznaczeniami i nagrodami. Nazywana jest „pierwszą damą polskiego kina”. W latach 1994–1998 pełniła funkcję prezesa Fundacji Kultury Polskiej. Była przewodniczącą rady Fundacji Dzieciom „Zdążyć z Pomocą” oraz członkinią Narodowej Rady Kultury I i II kadencji. Była jurorką w programach Taniec z gwiazdami (2005–2010) i Dancing with the Stars. Taniec z gwiazdami (2014–2017).

## Życiorys

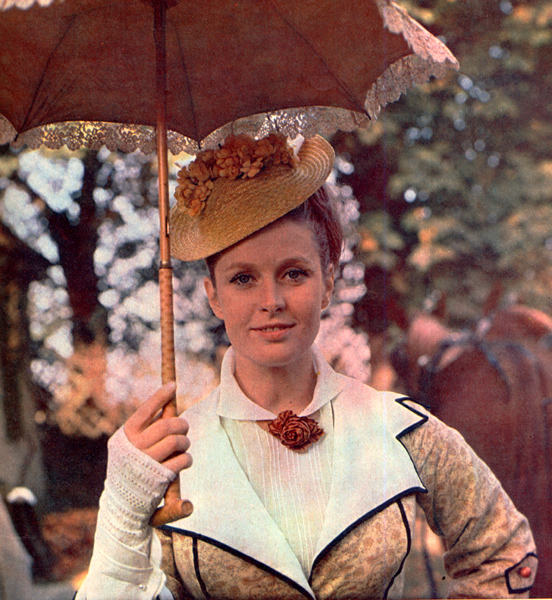
Beata Tyszkiewicz jako Izabela Łęcka w filmie „Lalka” (1968)

### Rodzina i edukacja
Pochodzi z arystokratycznej rodziny hrabiowskiej Tyszkiewiczów pieczętującej się herbem Leliwa. Urodziła się 14 sierpnia 1938 w Pałacu w Wilanowie, jest córką Krzysztofa Marii Tyszkiewicza (1911–1977) i Barbary z Rechowiczów (1911–1992), którzy pobrali się w 1935; matka pracowała w Polskim Instytucie Eksportowym przy Ministerstwie Przemysłu i Handlu w Warszawie, a ojciec prowadził antykwariat. Jej ojcem chrzestnym został hrabia Adam Branicki, właściciel pałacu, a matką chrzestną Helena Jezierska. Gdy podczas II wojny światowej jej rodzice się rozstali, zamieszkała z matką i młodszym o cztery lata bratem Krzysztofem. W dzieciństwie kilkukrotnie zmieniali miejsce zamieszkania – mieszkali w Nieborowie, Krakowie i na Dolnym Śląsku. Jej ojciec po rozstaniu z żoną wyemigrował do Anglii, gdzie ponownie się ożenił i doczekał się narodzin syna Janusza. Z ojcem ponownie spotkała się w 1973, a przyrodniego brata poznała, gdy ten miał 40 lat.
Była uczennicą szkoły podstawowej w Jeleniej Górze, przez rok uczyła się także w szkole Zakonu Sióstr Szarych Urszulanek w Milanówku. Ze względu na arystokratyczne pochodzenie miała problemy z przyjęciem do gimnazjum w Karpaczu, do którego przyjęto ją dopiero po interwencji matki w Ministerstwie Kultury i Sztuki. Po przeprowadzce wraz z matką do Lasek pod Warszawą uczęszczała do żeńskiego Gimnazjum im. Narcyzy Żmichowskiej w Warszawie, w której z powodu niskich ocen musiała powtarzać klasę. Oprócz rodzimego polskiego znała także trzy języki obce: niemiecki, francuski i rosyjski.
Praca nad debiutanckim filmem Zemsta (1957) źle wpłynęła na jej wyniki w nauce, dlatego została przeniesiona do liceum zakonu sióstr niepokalanek w Szymanowie, w którym maturę zdała dopiero za drugim razem w trybie eksternistycznym (wcześniej oblała ustny egzamin z języka polskiego). W latach 1957–1958 studiowała w Państwowej Wyższej Szkole Teatralnej w Warszawie, jednak po roku została z niej wyrzucona za złamanie regulaminu szkoły, który to zakazywał studentom publicznych występów.

### Kariera aktorska
Będąc w dziewiątej klasie gimnazjum, została dostrzeżona na korytarzu szkolnym przez Pawła Komorowskiego, asystenta Antoniego Bohdziewicza, dzięki któremu otrzymała angaż do roli Klary Raptusiewiczówny w ekranizacji Zemsty (1957). W trakcie studiów na Państwowej Wyższej Szkole Teatralnej w Warszawie występowała w reklamie telewizyjnej producenta maseczek kosmetycznych oraz w audycji promującej książki Polskiego Instytutu Wydawniczego, za co została wyrzucona ze studiów. W tym okresie wystąpiła również w programie Nie tylko dla pań i otrzymała od Wojciecha J. Hasa propozycję zagrania we Wspólnym pokoju, ekranizacji powieści Zbigniewa Uniłowskiego o tym samym tytule. Po przerwaniu studiów podjęła pracę jako inspicjentka w Telewizji Polskiej.

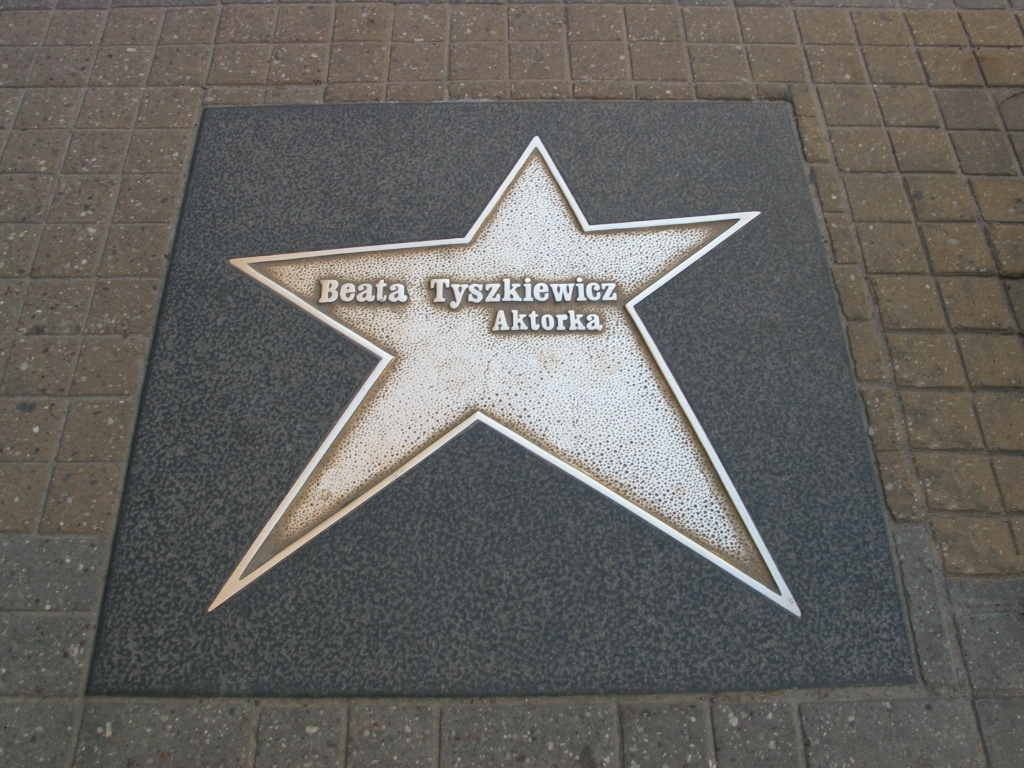
Gwiazda w łódzkiej Alei Gwiazd

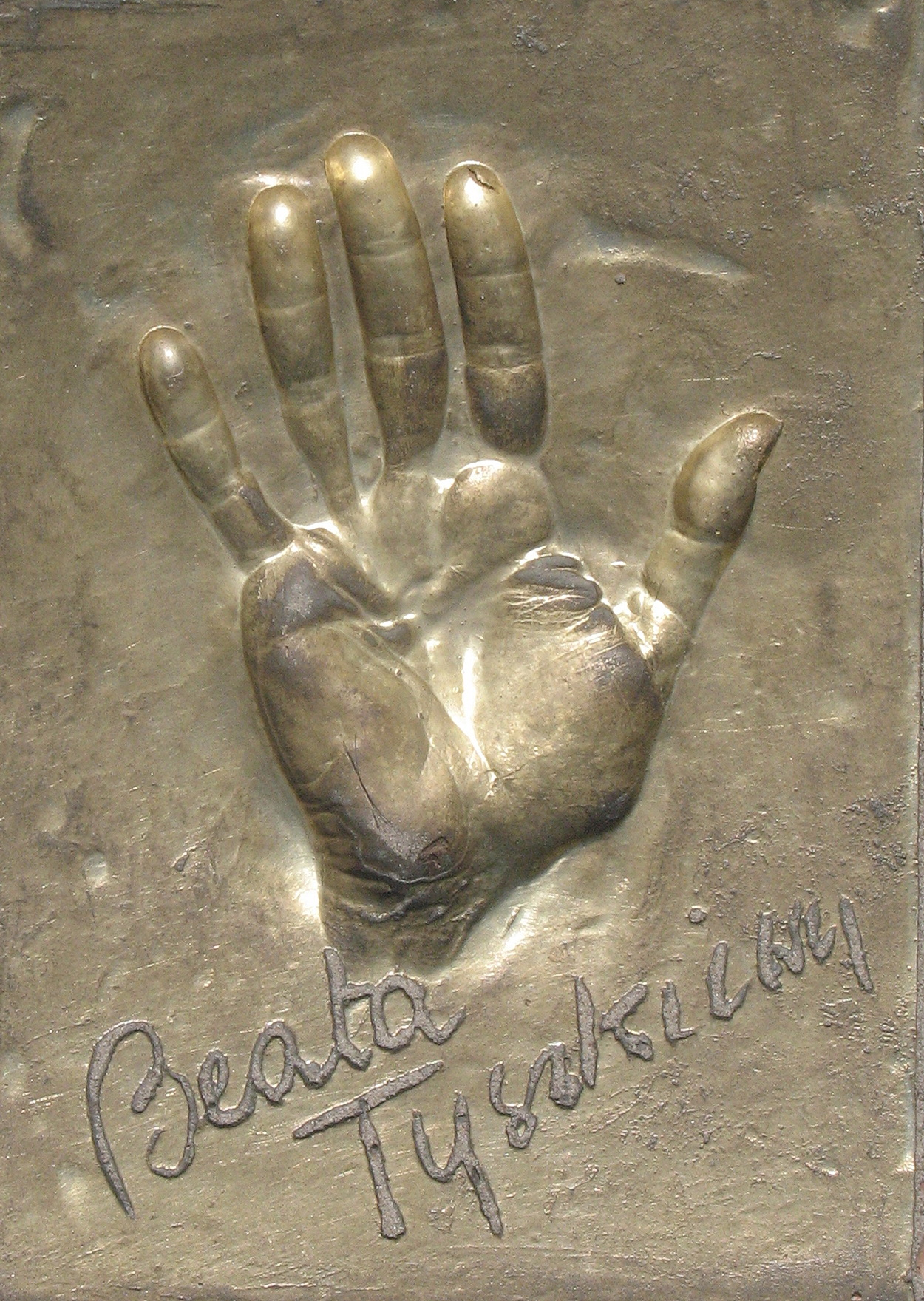
Odcisk dłoni i podpis B. Tyszkiewicz na Promenadzie Gwiazd w Międzyzdrojach

W latach 60. zaczęła regularnie występować w filmach. Zagrała niewielkie role m.in. w Szklanej górze Pawła Komorowskiego, Samsonie Andrzeja Wajdy czy Zaduszkach Tadeusza Konwickiego. Swoją pierwszą rolę dramatyczną zagrała w 1961, kreując postać Magdy w filmie Jana Rybkowskiego Dziś w nocy umrze miasto. W 1962 wystąpiła jako Ala w Spóźnionych przechodniach, Zuza w Czarnych skrzydłach i Iga, główna postać kobieca w filmie Odwiedziny prezydenta, który był prezentowany na festiwalu filmowym w San Sebastian. W tym okresie rozpoczęła również karierę teatralną, występując: jako dziennikarka w Karierze Artura Ui Bertolta Brechta w reżyserii Erwina Axera w Teatrze Współczesnym w Warszawie (1962) i jako Renata w spektaklu Za rzekę w cień drzew Ernesta Hemingwaya w reż. Jacka Woszczerowicza w Teatrze Ateneum w Warszawie (1964). Ponadto zagrała w pięciu sztukach Teatru Telewizji i trzech spektaklach Teatru Polskiego Radia (m.in. w sztuce Ostatni bal. Listy do Agnieszki Osieckiej). W późniejszych latach kariery aktorskiej nie grała w teatrze.
Kolejną rolę dramatyczną zagrała w 1964, wcielając się w Ingę Rhode w Pierwszym dniu wolności. W drugiej połowie lat 60. wielokrotnie grała postacie historyczne, damy bądź szlachcianki, czemu zawdzięcza miano „pierwszej damy polskiego filmu”. Zagrała m.in. księżniczkę Elżbietę Gintułtównę w Popiołach (1965) Andrzeja Wajdy, donnę Rebekę Uzedę w Rękopisie znalezionym w Saragossie (1965) Wojciecha J. Hasa oraz Marię Walewską w komedii kostiumowej Marysia i Napoleon (1966) w reż. Leonarda Buczkowskiego. Pod koniec lat 60. stworzyła jedne ze swoich najważniejszych ról – Izabelę Łęcką w ekranizacji Lalki (1968) w reż. Wojciecha Jerzego Hasa i Beatę we Wszystko na sprzedaż (1968) Andrzeja Wajdy.
W 1973 Ministerstwo Kultury i Sztuki przyznało jej – bez egzaminu – uprawnienia aktorskie. W tym samym roku występowała w głównej roli żeńskiej w serialu Wielka miłość Balzaka. W latach 70. zagrała także m.in. Wiesławę w Tańczącym jastrzębiu (1974) w reż. Grzegorza Królikiewicza i rejentową Stefanię Holszańską w Nocach i dniach (1975) w reż. Jerzego Antczaka. Była angażowana także do zagranicznych produkcji, głównie radzieckich i węgierskich, ale też amerykańskich, francuskich, bułgarskich, niemieckich, hinduskich i słowackich; zagrała m.in. u André Delvaux (Człowiek z ostrzyżoną głową), Andrieja Konczałowskiego (Szlacheckie gniazdo), Anda Santoshiego (Alexander i Chanakaya), Tamasa Fejera (Okna czasu), Ferenca Kardosa (Szalona noc), Tamasa Banovicha (Poeta i rycerz), Jeana Delannoya (Bernadette z Lourdes), Claude Leloucha (Edith i Marcel), Keto Dolidze (Jajo dinozaura) czy Jána Zemana (Uśmiech diabła). Kilkukrotnie była gościem bądź jurorką podczas Międzynarodowego Festiwalu Filmowego w Moskwie oraz innych przeglądów i festiwali filmowych w Rosji.
W latach 80. objawiła talent komediowy, kreując wyraziste role w filmach Juliusza Machulskiego: Berny, szefowej „Archeo” w Seksmisji (1983), baronowej/fałszywej hrabiny Żwirskiej w Vabank II, czyli riposta (1984) i kobiety na bazarze w Kingsajzie (1987). Zagrała także m.in. jedną z pierwszorzędnych ról w Kontrakcie (1980) Krzysztofa Zanussiego. Na początku lat 90. ponownie współpracowała z Machulskim, tym razem przy filmie sensacyjnym V.I.P. (1991), w którym wcieliła się w matkę głównego bohatera Romana (Wojciech Malajkat). Za rolę ciotki Lali w Śmierci dziecioroba (1990) otrzymała nominację do Złotego Lwa Gdańskiego w kategorii „najlepsza drugoplanowa rola kobieca” na 16. Festiwalu Polskich Filmów Fabularnych w Gdyni. Następnie zagrała Geldę w Dotknięcie ręki (1992) Krzysztofa Zanussiego i Damę w Pięknej nieznajomej (1993). Mimo pogarszającego się stanu zdrowia (spowodowanego długo niezdiagnozowanym przez lekarzy uczuleniem na produkty zbożowe) zagrała w kolejnych filmach, m.in. w Dwóch księżycach (1993) i Dniu wielkiej ryby Andrzeja Barańskiego oraz wcieliła się w hrabinę Ewelinę Opolską w Pannie z mokrą głową (1994) Kazimierza Tarnasa. Podczas 21. FPFF w 1996 odebrała nagrodę indywidualną za najlepszą drugoplanową rolę kobiecą (Berty Sonnenbruch) w filmie Niemcy, którego premiera kinowa odbyła się 1997.
W ostatnich latach swojej aktywności aktorskiej wcielała się głównie w drugoplanowe role, często eleganckich i zdystansowanych matek, cioć czy babć – takie role stworzyła w komediach romantycznych Nie kłam, kochanie (2007) i Listy do M. (2011) czy serialu Teraz albo nigdy! (2008–2009). W kontrze do swojego emploi zagrała sprzątaczkę w komedii Ryś (2007).

### Pozostałe przedsięwzięcia
Z zamiłowania fotografka. W maju 1999 zorganizowała pierwszy wernisaż zdjęć własnego autorstwa pt. „Moje dzieci, moja miłość”.
Była zaangażowana w działalność charytatywną. Jest pomysłodawczynią i współautorką cyklu programów Raport w sprawie dzieci niczyich. Wspierała stowarzyszenie „SOS Wioski Dziecięce” oraz była przewodniczącą rady programowej oraz prezydentem Fundacji Dzieciom „Zdążyć z Pomocą”.
W 1987 zasiadła w jury konkursu Miss Polonia. W latach 90. wzięła udział w kampanii reklamowej producenta odkurzaczy marki Electrolux, za co dostała honorarium w wysokości 60 tys. dolarów. W 2008 zaangażowała się w kampanię reklamową linii kosmetyków Dove „pro.age”, biorąc udział w rozbieranej sesji zdjęciowej. W 2011 użyczyła głosu w reklamie sieci fast foodu Burger King.
Prowadziła liczne prelekcje dotyczące zasad savoir-vivre.
W 2003 została wydana jej autobiografia pt. „Nie wszystko na sprzedaż”, która została wybrana „książką marca 2004” Warszawskiej Premiery Literackiej. Napisała także wspomnienia Kocha, lubi i żartuje... (2006) i książkę kucharską Bajaderka (2016), którą współtworzyła z córkami, Karoliną Wajdą i Wiktorią Bosc. Przez wiele lat była felietonistką „Trybuny Robotniczej” i łódzkich „Wiadomości Dnia” oraz tygodnika telewizyjnego „Tele Tydzień”.
Była jurorką w dwunastu edycjach programu rozrywkowego TVN Taniec z gwiazdami (2005–2010) i siedmiu edycjach programu Polsatu Dancing with the Stars. Taniec z gwiazdami (2014–2017). Uchodziła za barwną osobowość telewizyjną. Jej wulgarny komentarz dotyczący występu Anety Zając i Stefano Terrazzino z 2014 spotkał się z reakcją w postaci skargi do KRRiT.

## Życie prywatne
Trzykrotnie rozwiedziona. W latach 1967–1969 była żoną reżysera Andrzeja Wajdy, z którym ma córkę, Karolinę Beatę Lakszmi (ur. 1967). Od 5 lipca 1970 była żoną reżysera Witolda Orzechowskiego, później architekta Jacka Padlewskiego, z którym ma córkę Wiktorię (ur. 1977). Była również związana z reżyserem Andriejem Konczałowskim i fotografem Walerym Płotnikowem, poza tym w latach 50. miała romans z Andrzejem Łapickim, a w latach 90. pozostawała w nieformalnym związku z brytyjskim aktorem Karlem Tesslerem.
W maju 2017 przeszła rozległy zawał mięśnia sercowego, a wkrótce później wycofała się z życia publicznego.

## Filmografia
| Filmy fabularne     |                                                   |                                                      |                                               |
| Rok                 | Tytuł                                             | Rola                                                 | Reżyseria                                     |
| 1956                | Zemsta                                            | Klara                                                | Antoni Bohdziewicz, Bohdan Korzeniewski       |
| 1959                | Wspólny pokój                                     | Teodozja                                             | Wojciech Jerzy Has                            |
| 1960                | Szklana góra                                      | Janka                                                | Paweł Komorowski                              |
| 1961                | Zaduszki                                          | Katarzyna                                            | Tadeusz Konwicki                              |
| 1961                | Samson                                            | Stasia                                               | Andrzej Wajda                                 |
| 1961                | Odwiedziny prezydenta                             | Iga                                                  | Jan Batory                                    |
| 1961                | Historia żółtej ciżemki                           | Zofka                                                | Sylwester Chęciński                           |
| 1961                | Dziś w nocy umrze miasto                          | Magda                                                | Jan Rybkowski                                 |
| 1962                | Spóźnieni przechodnie. Nauczycielka               | aktorka                                              | Jan Rybkowski                                 |
| 1962                | Spóźnieni przechodnie. Krąg istnienia             | Ala                                                  | Andrzej Łapicki                               |
| 1962                | Czarne skrzydła                                   | Zuza                                                 | Ewa Petelska, Czesław Petelski                |
| 1963                | Skąpani w ogniu                                   | Ruta                                                 | Jerzy Passendorfer                            |
| 1963                | Naprawdę wczoraj                                  | Ewa                                                  | Jan Rybkowski                                 |
| 1963                | Yokmok                                            | Małgorzata                                           | Stanisław Możdżewski                          |
| 1964                | Spotkanie ze szpiegiem                            | Maria                                                | Jan Batory                                    |
| 1964                | Rękopis znaleziony w Saragossie                   | donna Rebecca Uzeda                                  | Wojciech Jerzy Has                            |
| 1964                | Pierwszy dzień wolności                           | Inga Rhode                                           | Aleksander Ford                               |
| 1965                | Popioły                                           | księżniczka Elżbieta                                 | Andrzej Wajda                                 |
| 1966                | Marysia i Napoleon                                | Maria Walewska                                       | Leonard Buczkowski                            |
| 1967                | De man die zijn haar kort liet knippen            | Fran Veerman                                         | André Delvaux                                 |
| 1967                | Pieśń triumfującej miłości                        | Waleria                                              | Andrzej Żuławski                              |
| 1968                | Wszystko na sprzedaż                              | Beata                                                | Andrzej Wajda                                 |
| 1968                | Lalka                                             | Izabela Łęcka                                        | Wojciech Jerzy Has                            |
| 1968                | Hasło Korn                                        | ona sama                                             | Waldemar Podgórski                            |
| 1969                | Okna czasu                                        | Eva                                                  | Tamás Fejér                                   |
| 1969                | Dworianskoje gniezdo                              | Warwara                                              | Andriej Konczałowski                          |
| 1969                | Egy őrült éjszaka                                 | kasjerka Piri                                        | Ferenc Kardos                                 |
| 1970                | Szép magyar komédia                               | Anna                                                 | Banovich Tamás                                |
| 1970                | Książę sezonu                                     | Zuzanna                                              | Witold Orzechowski                            |
| 1974                | Wahlverwandtschaften                              | Charlotte                                            | Siegfried Kuhn                                |
| 1975                | Noce i dnie                                       | Stefania Holszańska                                  | Jerzy Antczak                                 |
| 1975                | Jej powrót                                        | Emma                                                 | Witold Orzechowski                            |
| 1975                | Wieczór u Abdona                                  | aptekarzowa Hermina                                  | Agnieszka Holland                             |
| 1975                | Dom moich synów                                   | Alina                                                | Gerard Zalewski                               |
| 1977                | Tańczący jastrząb                                 | Wiesława                                             | Grzegorz Królikiewicz                         |
| 1978                | Sowizdrzał świętokrzyski                          | Brygidka                                             | Henryk Kluba                                  |
| 1979                | Niewdzięczność                                    | Elżbieta                                             | Zbigniew Kuźmiński                            |
| 1979                | Po drodze                                         | Teresa                                               | Márta Mészáros                                |
| 1980                | Don Juan, 78 Karl Liebknecht Street               | Beata Weber                                          | Siegfried Kuhn                                |
| 1980                | Mniejsze niebo                                    | Elżbieta                                             | Janusz Morgenstern                            |
| 1980                | Kontrakt                                          | Nina                                                 | Krzysztof Zanussi                             |
| 1981                | W obronie własnej                                 | Maria                                                | Zbigniew Kamiński                             |
| 1983                | Édith et Marcel                                   | matka Margot                                         | Claude Lelouch                                |
| 1983                | Synteza                                           | babcia                                               | Maciej Wojtyszko                              |
| 1983                | Seksmisja                                         | Berna                                                | Juliusz Machulski                             |
| 1984                | Louisiane                                         | księżna                                              | Philippe de Broca                             |
| 1984                | W starym dworku, czyli niepodległość trójkątów    | Anastazja Nibkowa                                    | Andrzej Kotkowski                             |
| 1984                | Vabank II, czyli riposta                          | baronowa                                             | Juliusz Machulski                             |
| 1984                | Megfelelő ember kényes feladatra                  | dama                                                 | János Kovácsi                                 |
| 1985                | Sezon na bażanty                                  | Iwona                                                | Wiesław Saniewski                             |
| 1986                | Komediantka                                       | Cabińska                                             | Jerzy Sztwiertnia                             |
| 1987                | Bernadette                                        | pani Pailhasson                                      | Jean Delannoy                                 |
| 1987                | Úsmev diabla                                      | Martina Legerova                                     | Jan Zeman                                     |
| 1987                | Kingsajz                                          | dama na bazarze                                      | Juliusz Machulski                             |
| 1990                | Rosamund                                          | Clarie                                               | Egon Günther                                  |
| 1990                | Śmierć dziecioroba                                | ciotka Lala                                          | Wojciech Nowak                                |
| 1991                | V.I.P.                                            | matka                                                | Juliusz Machulski                             |
| 1991                | Ferdydurke                                        | ciotka                                               | Jerzy Skolimowski                             |
| 1992                | Sprawa kobiet                                     | księżna Graziella                                    | Janusz Zaorski                                |
| 1992                | Piękna nieznajoma                                 | dama                                                 | Jerzy Hoffman                                 |
| 1992                | Dotknięcie ręki                                   | dziennikarka Gelda                                   | Krzysztof Zanussi                             |
| 1992                | Mała apokalipsa                                   | Anna Piczikowa                                       | Costa-Gavras                                  |
| 1993                | Dwa księżyce                                      | ministrowa                                           | Andrzej Barański                              |
| 1994                | Panna z mokrą głową                               | hrabina Opolska                                      | Kazimierz Tarnas                              |
| 1995                | Niemcy                                            | Berta Sonnenbruch                                    | Zbigniew Kamiński                             |
| 1996                | Dzień wielkiej ryby                               | Zofia                                                | Andrzej Barański                              |
| 1998                | Złoto dezerterów                                  | hrabina                                              | Janusz Majewski                               |
| 1999                | Krugerandy                                        | dyrektorka                                           | Wojciech Nowak                                |
| 2000                | Zakochani                                         | ciocia Neli                                          | Piotr Wereśniak                               |
| 2001                | Paradox lake                                      | dr Krystyna                                          | Przemysław Reut                               |
| 2006                | Plac Zbawiciela                                   | aktorka                                              | Krzysztof Krauze, Joanna Kos-Krauze           |
| 2007                | Ryś                                               | sprzątaczka Ręka                                     | Stanisław Tym                                 |
| 2008                | Nie kłam, kochanie                                | Nela                                                 | Piotr Wereśniak                               |
| 2008                | Jeszcze nie wieczór                               | Róża                                                 | Jacek Bławut                                  |
| 2009                | Zamiana                                           | Ewelina                                              | Konrad Aksinowicz                             |
| 2011                | Listy do M.                                       | Malina                                               | Mitja Okorn                                   |
| 2011                | Matki w mackach Marsa                             | nadzorczyni (polski dubbing)                         | Grzegorz Pawlak                               |
| 2012                | Asterix i Obelix: W służbie Jej Królewskiej Mości | królowa Kordelia (polski dubbing)                    | Marek Robaczewski                             |
| 2015                | Sprawiedliwy                                      | księżna                                              | Michał Szczerbic                              |
| 2018                | Studniówk@                                        | ciocia Basia                                         | Alessandro Leone                              |
| Seriale telewizyjne |                                                   |                                                      |                                               |
| 1965                | Proizszestwie na slapata ulica (Noce inspektora)  |                                                      | –                                             |
| 1968                | Stawka większa niż życie                          | Christin Kield (odc. 12)                             | Andrzej Konic                                 |
| 1973                | Wielka miłość Balzaka                             | Ewelina Hańska                                       | Wojciech Solarz                               |
| 1976–1977           | Polskie drogi                                     | wdowa Maryla Miszczykowa (odc. 4–5, 7–8)             | Janusz Morgenstern                            |
| 1979–1981           | Najdłuższa wojna nowoczesnej Europy               | aptekarzowa Kolska                                   | Jerzy Sztwiertnia                             |
| 1987                | Śmieciarz                                         | profesorowa Kinga (odc. 1, 3)                        | Jacek Butrymowicz                             |
| 1996–1998           | Ekstradycja                                       | ekspertka Biernowska                                 | Wojciech Wójcik                               |
| 1998                | 13 posterunek                                     | jurorka (odc. 36-37)                                 | Maciej Ślesicki                               |
| 1999–2000           | Trędowata                                         | hrabina Ćwilecka                                     | Wojciech Rawecki, Krzysztof Lang              |
| 2003                | Na dobre i na złe                                 | Maria Radon (odc. 144)                               | Maciej Dejczer                                |
| 2004–2005           | Plebania                                          | nauczycielka muzyki Nina Jędrzejewicz (odc. 451–499) | czternaścioro                                 |
| 2005                | Dom niespokojnej starości                         | hrabina Aniela Wielopolska                           | Adek Drabiński                                |
| 2006–2007           | Magda M.                                          | Barbara Żywiecka (odc. 36–55)                        | Jacek Borcuch, Maciej Dejczer, Krzysztof Lang |
| 2008–2009           | Teraz albo nigdy!                                 | Ewa Winiarska (odc. 3–44)                            | Grzegorz Kuczeriszka, Maciej Dejczer          |
| 2009                | Niania                                            | ona sama (odc. 125)                                  | Jerzy Bogajewicz                              |

## Ordery i odznaczenia
- Krzyż Komandorski z Gwiazdą Orderu Odrodzenia Polski (20 maja 1997)[82]
- Krzyż Komandorski Orderu Odrodzenia Polski (1989)
- Krzyż Kawalerski Orderu Odrodzenia Polski (1975)[83]
- Złoty Medal „Zasłużony Kulturze Gloria Artis” (2 września 2008)[84]
- Krzyż Kawalerski Orderu Legii Honorowej (Francja, 1997)
- Krzyż Kawalerski Orderu Sztuki i Literatury (Francja, 1991)
- Order Przyjaźni Narodów (ZSRR, 1987)

## Nagrody
- Nagroda Komitetu ds. PR i TV za role w serialu Polskie drogi (1975)
- Nagroda Rady Prezydenckiej za „wybitny wkład w sztukę filmową XX wieku” na XIX Międzynarodowym Festiwalu Filmowym w Moskwie (1995)
- Nagroda Specjalna jury na XXI Festiwalu Polskich Filmów Fabularnych w Gdyni za rolę Berty Sonnenbruch w filmie Niemcy Zbigniewa Kamińskiego (1996)
- Nagroda Indywidualna podczas Festiwalu Polskich Filmów Fabularnych (1997)
- Nagroda Kryształowego Dzika za całokształt twórczości na Festiwalu Reżyserii Filmowej w Jeleniej Górze (2015)[85].

## Publikacje
- Beata Tyszkiewicz, Nie wszystko na sprzedaż, ISBN 83-912785-3-0.
- Beata Tyszkiewicz, Kocha, lubi i żartuje..., ISBN 83-924838-0-4.
- Beata Tyszkiewicz, Karolina Wajda, Wiktoria Bosc, Bajaderka, ISBN 978-83-945167-0-3.